# Fauna del Botswana

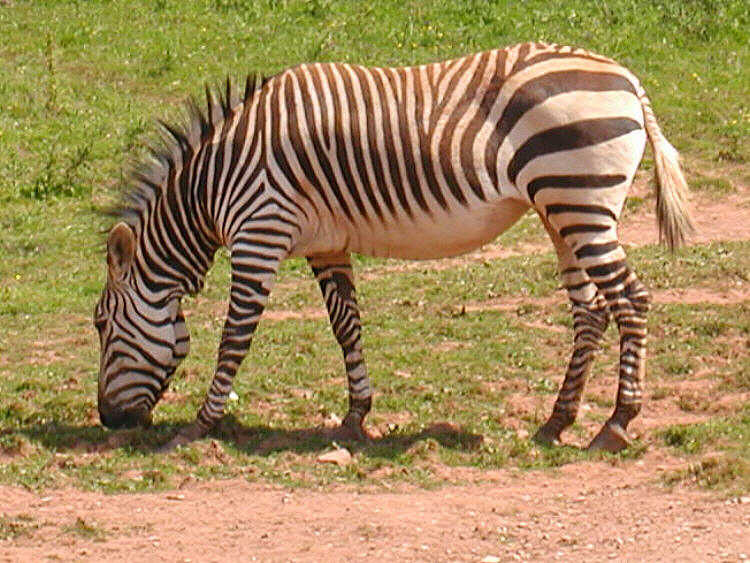
La zebra è l'animale presente sullo stemma del Botswana

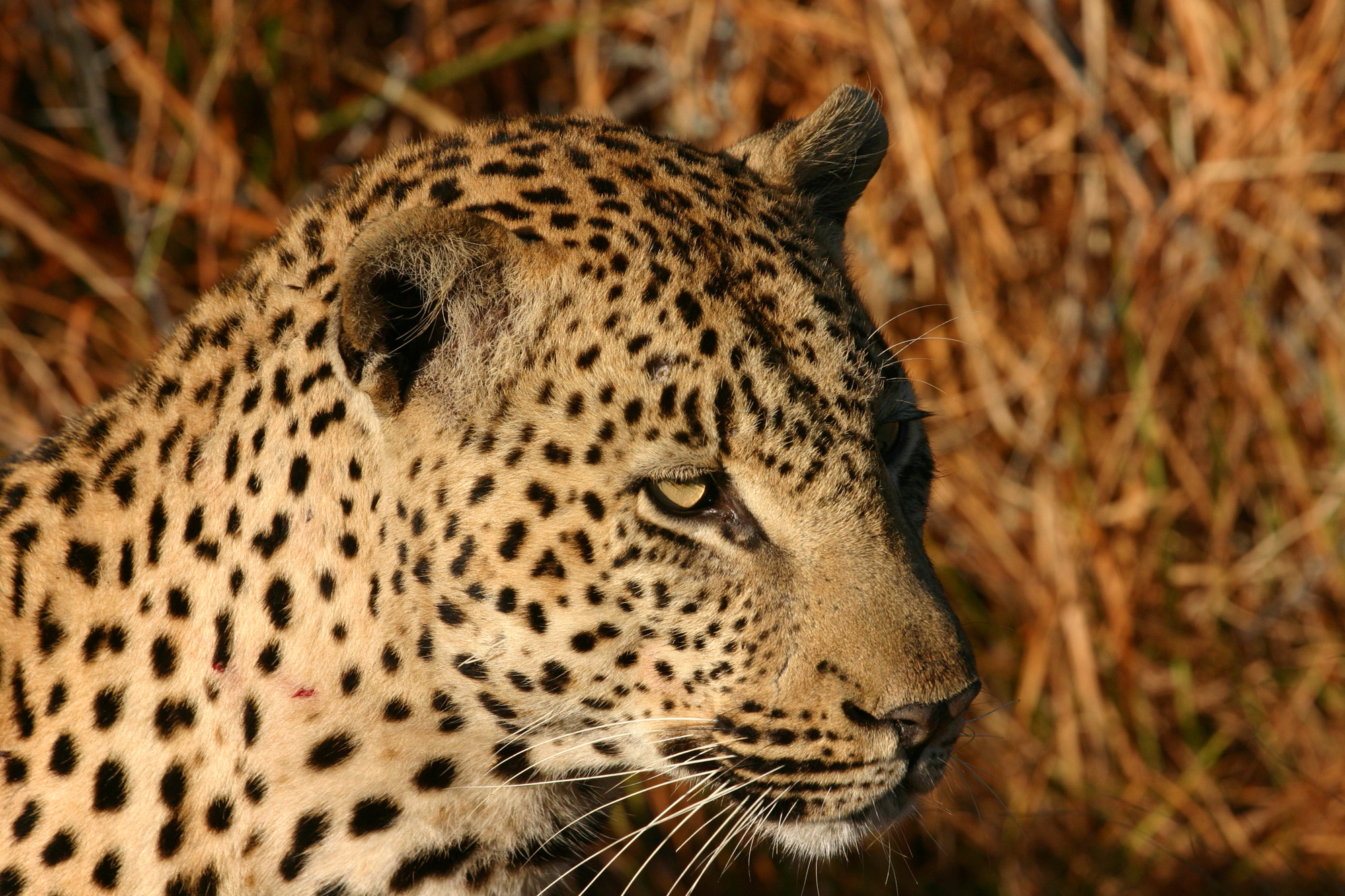
Un leopardo africano

Il Botswana è uno stato dell'Africa meridionale, confinante con la Namibia, la Repubblica Sudafricana,lo Zambia e lo Zimbabwe. Circa il 70% del territorio è occupato dal deserto del Kalahari, che occupa anche Namibia e Sudafrica, il resto del territorio è occupato da savane e dalle paludi situate intorno al fiume Okavango, il fiume più importante del paese e il fiume con uno dei delta più grossi del continente africano, questa varianza di ambienti ha permesso al paese di ospitare molte specie diverse di animali selvatici. Inoltre data la grande disponibilità di aree selvatiche molti animali africani trovano nel paese una roccaforte abbastanza sicura, dato che spesso sono quasi stati sterminati nel vicino Sudafrica.

## Mammiferi

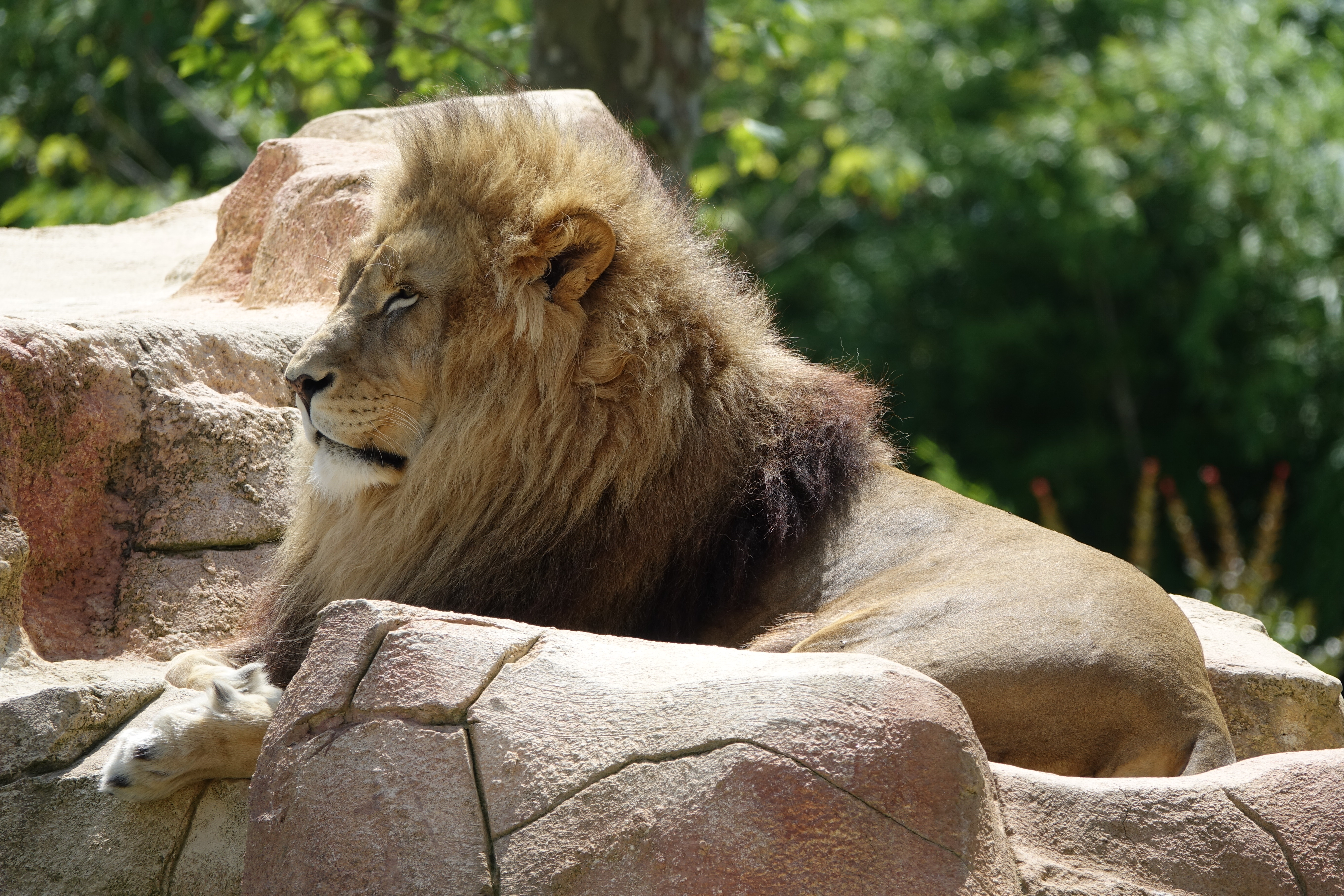
Un leone africano

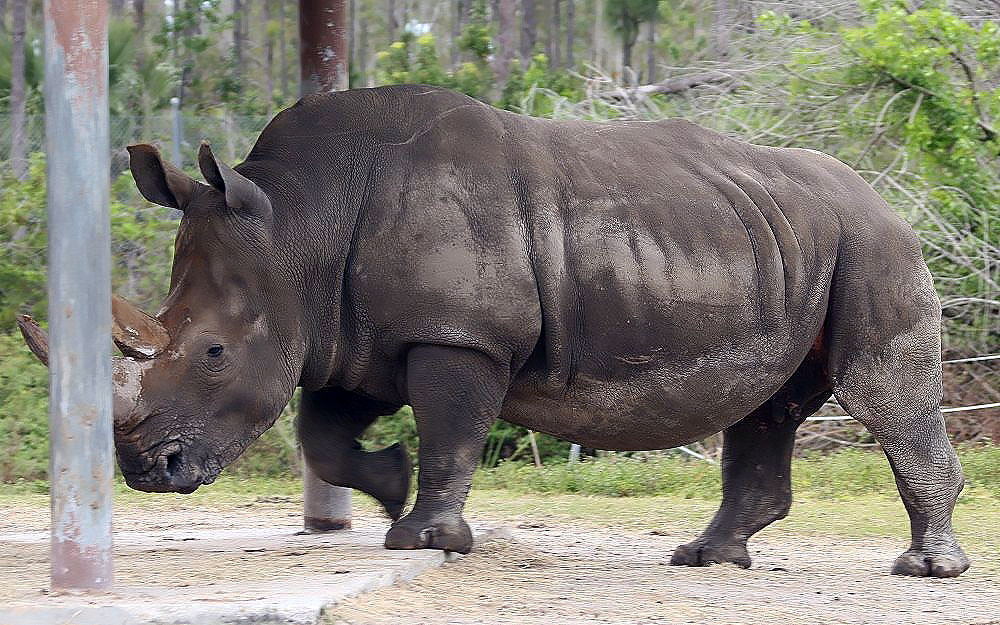
Un esemplare di rinoceronte bianco

Il Botswana ha un territorio ricco di savane e deserti che ha permesso un forte sviluppo di erbivori e uccelli, e quindi,consequenzialmente,un forte sviluppo di carnivori. Tra i felini, i predatori primari sono senza dubbio il leone, ancora abbastanza diffuso del paese, e il leopardo africano, diffuso in tutta l'Africa subsahariana. Invece i predatori secondari sono il caracal, diffusissimo in Botswana, il servalo, il gatto selvatico africano, il ghepardo e il gatto dai piedi neri. Nel paese sono molto diffuse anche le specie di canidi selvatici, tra questi ci sono: il licaone, che nel Botswana trova una delle sue ultime roccaforti, nel paese infatti ci sono molti esemplari e si pensa che la zona settentrionale possa, data la grande presenza di licaoni, aiutare la sua espansione territoriale in altri stati africani. Tra gli altri canidi troviamo lo sciacallo dalla gualdrappa, lo sciacallo striato, la volpe del capo e l'otocione. Altra branca della famiglia dei carnivori ben rappresentata in Botswana è quella dei mustelidi, tra questi troviamo: la puzzola striata, la zorilla dalla nuca bianca, il tasso del miele, la lontra dalla gola macchiata e la lontra senza unghie africana. Tra gli altri carnivori troviamo varie specie di manguste, come la mangusta di palude, la mangusta gialla, la mangusta rossastra, la mangusta nana comune, la mangusta egiziana, la mangusta dalla coda bianca, la mangusta striata, la mangusta de Selous e il suricato. Della famiglia dei viverridi sono presenti la genetta comune, la genetta panterina e lo zibetto africano, e di quella degli ienidi la iena macchiata, la iena bruna e il protele crestato. Nelle savane e nel deserto sono presenti moltissimi animali erbivori,spesso vittime dei carnivori, sono presenti i tre tipi di rinoceronti africani, il raro rinoceronte nero sud-occidentale, il rinoceronte nero, e il rinoceronte bianco,diffusi gli ippopotami, soprattutto nel nord del paese, gli altri grandi animali in Botswana sono il bufalo cafro,l'elefante africano e due sottospecie distinte di giraffa, la giraffa sudafricana e la giraffa dell'Angola, diffusa nel nord del paese. Tra gli erbivori più piccoli e che diventano preda dei carnivori più velocemente ci sono: la zebra di Burchell e la zebra di Chapman, lo gnu striato, l'alcefalo rosso, il damalisco comune, l'antilope roana, l'antilope nera, il sitatunga, lo springbok, l'antilope alcina, il kudu maggiore, il nyala, l'orice gazzella, il cobo, il lichi, l'impala, il facocero e il potamocero.I primati presenti in Botswana sono piccole scimmie, esse sono:il galagone sudafricano, il cercopiteco Malbrouck, il cercopiteco verde e il babbuino nero.Tra gli altri animali ci sono l'irace del capo, la lepre del capo, la lepre saltatrice cafra, l'oritteropo, il pangolino di Temmick.

## Uccelli
Il Botswana è un posto ricco di avifauna. Alcuni tra gli uccelli più grossi sono: lo struzzo,diffuso con la sottospecie dello struzzo australe, la gru coronata grigia, la gru coronata nera, il marabù africano, il bucero beccogiallo meridionale, il grifone dorsobianco africano, l'avvoltoio del Capo, l'ibis sacro, il capovaccaio pileato, l'avvoltoio orecchiuto, l'avvoltoio testabianca, il serpentario, la faraona e il fenicottero rosa. Ci sono anche molte specie di uccelli marini,come la dendrocigna facciabianca, l'oca bernoccoluta, l'oca egiziana, la casarca del Sudafrica, l'oca dallo sperone, l'oca pigmea africana e molti altri anatidi. Sono presenti inoltre molte specie di falchi e aquile,tra essi sono presenti: il nibbio bianco, lo sparviero serpentario africano, l'avvoltoio delle palme, l'avvoltoio testabianca, l'aquila urlatrice africana, l'aquila di Verraux e molti altri.

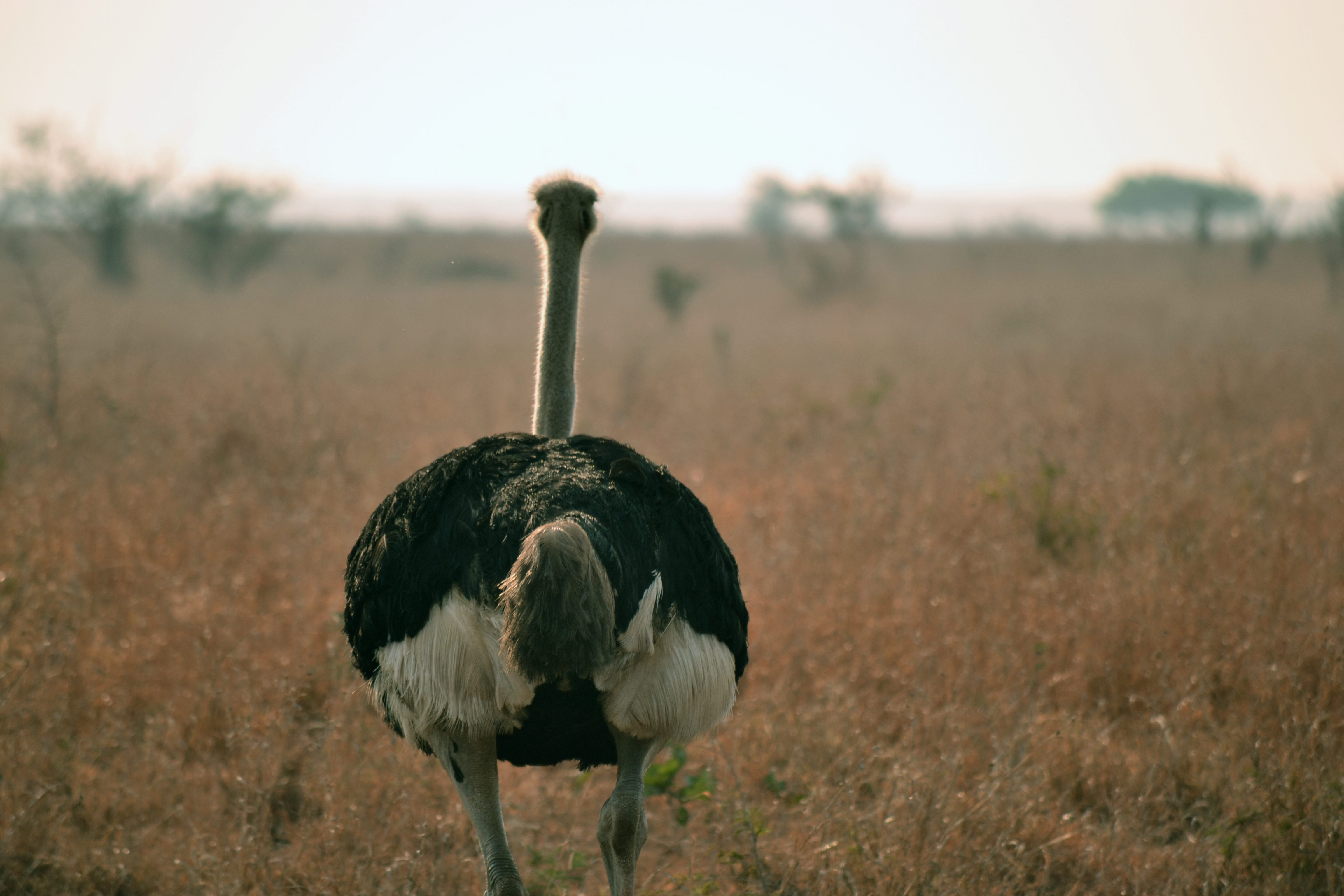
Uno struzzo

## Rettili
Il Botswana è anche abbastanza ricco di rettili. Tra essi è presente una specie di tartaruga d'acqua dolce, dato che il paese non dispone di sbocchi sul mare, ovvero la tartaruga elmetto e varie specie di serpenti, come il pitone di seba, il boomslang, il mamba nero, la vipera soffiante, l'atrattaspide meridionale africano; tra i coccodrilli abbiamo il coccodrillo del Nilo.

## Aree protette
Le aree naturali protette del Botswana sono molteplici e si dividono in parchi nazionali, riserve forestali, riserve faunistiche, oasi avifaunistiche e oasi faunistiche. Le principali aree protette sono: l'area di conservazione transfrontaliera Okavango-Zambesi, che include il parco nazionale del Chobe e il parco nazionale Makgadikgadi Pans in Botswana, e altre aree di Namibia, Angola, Zambia e Zimbabwe. Altre aree protette importanti del paese sono: il parco nazionale del Chobe e il parco nazionale Makgadikgadi Pans, il parco nazionale Nxai Pan, la riserva faunistica del Kalahari centrale e l'oasi avifaunistica del fiume Nata; inoltre il delta del fiume Okavango è considerato patrimonio dell'Unesco.